# Ерохина, Татьяна Петровна
Татьяна Петровна Ерохина (род. 4 сентября 1978, Красноармейск) — российский политический и государственный деятель, депутат Саратовской областной думы V, VI и VII созывов, глава администрации Волжского района города Саратова (с октября 2024). Кандидат юридических наук, доцент.

## Биография
Родилась 4 сентября 1978 года в городе Красноармейске Саратовской области.
- 1997 год — 2008 год — специалист по социальной работе, затем юрисконсульт Центра социального обслуживания населения Октябрьского района города Саратова.
- 2000 год — окончила Саратовскую государственную академия права, с этого же года по совместительству преподаёт на кафедре гражданского процесса, после защиты диссертации — доцент данной кафедры.
- 2004 год — защитила диссертацию на сосискание учёной степени кандидата юридических наук на тему «Некоторые проблемы подсудности в гражданском судопроизводстве» под руководством докутора юридических наук, провессора Исаенковой Оксаны Владимировны.
- 2008 год — 2012 год — руководитель Центра социального обслуживания населения Волжского района города Саратова.
- 2012 год — 2017 год — депутат Саратовской областной Думы V созыва.
- 2019 год — 2022 год — депутат Саратовской областной Думы VI созыва.
- 2022 год — 2024 год — заместитель председателя Саратовской областной думы VII созыва.
- С 2 октября 2024 года — глава администрации Волжского района города Саратова[1].